# Our Town
Our Town es un lugar designado por el censo ubicado en el condado de Tallapoosa en el estado estadounidense de Alabama. En el Censo de 2010 tenía una población de 641 habitantes y una densidad poblacional de 33,43 personas por km².

## Geografía
Our Town se encuentra ubicado en las coordenadas 32°50′32″N 85°58′1″O / 32.84222, -85.96694. Según la Oficina del Censo de los Estados Unidos, Our Town tiene una superficie total de 30,86 km², de la cual 30,77 km² corresponden a tierra firme y (0,3 %) 0,09 km² es agua.

## Demografía
Según el censo de 2010, había 641 personas residiendo en Our Town. La densidad de población era de 33,43 hab./km². De los 641 habitantes, Our Town estaba compuesto por el 85,49 % blancos, el 12,79 % eran afroamericanos, el 1,4 % eran amerindios, el 0 % eran asiáticos, el 0 % eran isleños del Pacífico, el 0,31 % eran de otras razas y el 0,47 % pertenecían a dos o más razas. Del total de la población el 3,12 % eran hispanos o latinos de cualquier raza.